# Burntcommon
Burntcommon – wieś w Anglii, w hrabstwie Surrey, w dystrykcie Guildford. Leży 37 km na południowy zachód od centrum Londynu.